# やまと (沈黙の艦隊)
やまととは、かわぐちかいじの漫画『沈黙の艦隊』に登場する架空の原子力潜水艦である。
当初はアメリカ海軍第7艦隊所属で、コードネームは「シーバット英: SeaBat　海のコウモリ」。艦長は海上自衛隊潜水艦「やまなみ」艦長だった海江田四郎。彼を元首とする独立国「やまと」を宣言する。

## 概要
日本初の攻撃型原子力潜水艦（SSN）として日米の最新技術の粋を集めて建造された、本作において世界最強の潜水艦である。
元々、作中において国産原子力潜水艦建造計画（通称:5号計画）が進められていたが、原子力船「むつ」の事故により計画はとん挫していた。が、影の総理と呼ばれた海原大悟らの主導の下、32億ドルの巨費をつぎ込み極秘裏に建造されたのが本艦である。先の「むつ」の事故により原潜を保有する事に対して国民からのコンセンサスが得られにくい中で建造された事から、就役に当たっては所属を海上自衛隊ではなくアメリカ海軍第7艦隊とし、乗組員に自衛官を搭乗させることでノウハウを得ることを目的とした。
コードネームはシーバット（海のコウモリ）というイソップ寓話になぞらえた日米どっちつかずを意味する蔑称だが、海江田はこの蔑称を気にもせず、音をたよりに戦う潜水艦にふさわしい艦名だとしている。シーウルフ級原潜「キング」と「アレキサンダー」との戦闘では、同艦水測長が「コウモリの耳はオオカミより上ですよ」と発言している。
なお、シーバットの名は物語当初では各国政府および軍当局者が当たり前のように用い、「やまと」の名は海江田が公表した後もしばらくの間は乗組員一同のみしか用いなかったが、アメリカが「やまと」の独立をアメリカ海軍所属潜水艦から外す形で認めてからは段々と使われなくなった。なお、これは「やまと」の独立を認めず、アメリカ海軍所属潜水艦「シーバット」のままにしておくと、同艦がソ連海軍と交戦すれば米ソ間で戦争が起こりうる危険を回避するための政治工作である。

## 作中での行動
クルーは海上自衛隊の通常動力型（ディーゼル）潜水艦「やまなみ」乗組員で構成され、彼らはソ連原潜の脅威と自分たちの死を知らせるべく、犬吠埼で「やまなみ」をソ連ヴィクター級原潜「ロマノフ」に衝突させて圧潰沈没事故というシナリオを描き記し、その後の1ヶ月間は米ロサンゼルス級原潜「フェニックス」で訓練を受けて優秀な成績を収める。
しかし、試験のための処女航海中に逃亡し、独立宣言を発して「独立国家やまと」を名乗る。この最強の原潜を沈めるため米ソ両海軍双方が何度も戦いを挑むが、海江田艦長の天才的操艦と百戦錬磨のクルーの力で、その全てを撃沈あるいは戦闘不能に陥れ退けている。
ニューヨーク入港後、海江田が国連総会出席で不在中に、米キティホーク級航空母艦「ジョン･F･ケネディ」の艦載ヘリコプターから放たれた対艦ミサイルを上空から受け、大破のち沈没する。乗組員は適切な退艦行動とトラファルガー級原潜「タービュレント」による救助活動によって全員生還した。また、原子炉の緊急閉鎖に成功した結果、ニューヨーク湾の放射能汚染は防がれた。

## やまととの戦いで被害を受けた艦

### ミンダナオ海溝
米ロサンゼルス級原潜「ニューヨーク」
「シーバット」の無弾頭魚雷によりスクリューを破壊され、航行不能。
無弾頭ながら、劇中最初に魚雷を被雷した潜水艦。

### モルッカ海峡
米ロサンゼルス級原潜「ダラス」
「シーバット」の魚雷により崩れ落ちた沈没船の残骸に巻き込まれ、航行不能。
米ロサンゼルス級原潜「シカゴ」
「シーバット」から流れ出るモーツァルトの曲に翻弄され、「カンザス」と衝突し、大破。
米ロサンゼルス級原潜「カンザス」
「シカゴ」と同じくモーツァルトの曲に翻弄され、同艦と衝突し、大破。
米ロサンゼルス級原潜「ヒューストン」
「シーバット」に突撃を試みるも、同艦の後ろにいた「デンバー」と衝突し、大破。
米ロサンゼルス級原潜「デンバー」
「シーバット」を追跡中、突撃してきた「ヒューストン」と衝突し、大破。
米ロサンゼルス級原潜「リトルロック」
「シーバット」を追跡中、同艦に上から押し潰され、沈没船の一部にはまり、航行不能。

### 沖縄沖
ソ連アルファ級原潜「レッド・スコルピオン（西側呼称：レッド・スコーピオン）」
「やまと」と深々度潜航能力をギリギリまで競った後、魚雷を放つが、猛スピードで魚雷を蹴散らされた上、右潜舵を破壊され、敗北。
「やまと」と交戦した潜水艦としては、不発化されたとはいえ魚雷を命中させた唯一の艦。これ以外で魚雷を命中させたのは、「やまと」支援のためソ連原潜群を混乱させるべく無弾頭魚雷を発射した「たつなみ」のみ。
ソ連キンダ型巡洋艦「グローズヌイ」
「やまと」の発射した魚雷を回避した直後、「オスモトリテルヌイ」と衝突し沈没。劇中、とっさ攻撃のため『RUB-6000発射用意』の号令がかかっているが、正しくはRBU-6000である。
ソ連ソヴレメンヌイ級駆逐艦「オスモトリテルヌイ」
「やまと」の魚雷回避に気を取られた「グローズヌイ」と衝突し、沈没。
ソ連コムソモレッツ･ウクライヌイ級駆逐艦「プロヴォルヌイ」
僚艦「アドミラル・スピリドノフ」真下を通過した魚雷が命中し沈没。劇中では『誘導をエンジン音探知にセットした魚雷が、救援活動のため停船していた「アドミラル・スピリドノフ」では無く、微速航行中の「プロヴォルヌイ」に向かった』と描写されている。
劇中最初に「やまと」の実弾魚雷が命中した洋上艦。
ソ連キンダ型巡洋艦「ヴァリャーグ」
「ミンスク」の航跡に隠れた「やまと」の魚雷を受け、沈没。
米ミッドウェイ級通常空母「ミッドウェイ」
「やまと」から発射されたチャフ入りのミサイルでレーダーを無力化されて身動きが取れなくなり、その隙に魚雷8本の一斉射撃のうち4本を受け、沈没。
劇中最初に「やまと」がミサイルを放った敵艦。
- アニメ版では既にミッドウェイは退役済のため、米原子力空母「エンタープライズ」に差し替えられている。

米アイオワ級戦艦「ニュージャージー」
「やまと」から放たれた魚雷8本のうち4本を受け、沈没。
- アニメ版では米原子力ミサイル巡洋艦「ロングビーチ」に差し替えられている。

米タイコンデロガ級イージスミサイル巡洋艦「ヨークタウン」
「やまと」の魚雷2本を受け、損傷。
米リーヒ級ミサイル巡洋艦「デイル」
「やまと」の魚雷を受け、損傷。
米スプルーアンス級ミサイル駆逐艦「ハリー・W・ヒル」
「やまと」の魚雷を受け、損傷。
米スプルーアンス級ミサイル駆逐艦「オバノン」
「やまと」の魚雷を受け、損傷。
米スプルーアンス級駆逐艦「レフトウィッチ」
「やまと」の魚雷を受け、損傷。
米タイコンデロガ級ミサイル巡洋艦「レイク・エリー」
「やまと」の魚雷を受け、損傷。
米タイコンデロガ級ミサイル巡洋艦「ケープ・セント・ジョージ」
「やまと」の魚雷を受け、損傷。
米タイコンデロガ級ミサイル巡洋艦「ヴェラ・ガルフ」
アスロックで追い詰めるも、逆に「やまと」の無弾頭魚雷によりスクリュー破壊や艦底攻撃に遭い、身動きが取れなくなった上に自軍のアスロックの爆発に巻き込まれ、沈没。
「やまと」が出港時より搭載していた通常魚雷を使い切った相手艦。アメリカは残りは、核魚雷のみだと推測する。

### 北極海
米シーウルフ級原潜「キング」
艦名は艦長ノーマン・キング・ベイツのミドルネームと同じ。
「やまと」の放った魚雷2本の攻撃を受け、沈没。
「やまと」が劇中最初に実弾魚雷を命中させ、多くの死者を伴って沈めた潜水艦。
米シーウルフ級原潜「アレキサンダー」
艦名は艦長ジョン・アレキサンダー・ベイツのミドルネームと同じ。
自ら放った魚雷と「やまと」の魚雷による誘爆で魚雷発射管及びソナー等を損傷し、敗北。
- 実在の攻撃原潜シーウルフ級として描かれているが、連載当時艦容が公表されていなかったため、姿も性能も、かなりの部分がかわぐちかいじの想像で描かれている。これをふまえ、アニメ化の際には実在のシーウルフ級ではなく、「やまと」の同型艦となる「シーバット級」2、3番艦という架空艦とされた。

### ニューヨーク沖
米タイコンデロガ級巡洋艦「ユエ・シティ」
「サウスカロライナ」からハープーン艦対艦ミサイルの誤射を受け、ヘリ格納庫を損傷。
米カリフォルニア級原子力ミサイル巡洋艦「サウスカロライナ」
「やまと」から探信音を受けた後、同艦の魚雷によりソナードームを破壊され、沈没。
米タイコンデロガ級巡洋艦「チョーシン」
「サウスカロライナ」と同じく「やまと」から探信音を受けた後、同艦の魚雷を受け沈没。
米ベルナップ級ミサイル巡洋艦「フォックス」
「やまと」から探信音を受けた後、同艦の魚雷を受け沈没。
米ニミッツ級原子力空母「エイブラハム・リンカーン」
「やまと」から探信音を受けた後、潜航した同艦を沈めるべく、多数のヘリやイージス巡洋艦を使って捨て身で魚雷を本艦の真下にばら撒くも失敗。本艦は誘爆に巻き込まれ、航行不能。
米ヴァージニア級原子力ミサイル巡洋艦「アーカンソー」
「やまと」を捜索中、同艦から探信音を受ける。
米ベルナップ級ミサイル巡洋艦「ビドル」
「やまと」から探信音を受ける。
米ベルナップ級ミサイル巡洋艦「ホーン」
「やまと」から探信音を受け、ファランクスで攻撃するも失敗。
米スプルーアンス級駆逐艦「ハリー・W・ヒル」
「やまと」から探信音及び魚雷攻撃を受けた直後に「エリオット」と衝突し、航行不能。
米スプルーアンス級駆逐艦「エリオット」
「やまと」から探信音を受けた直後、同艦の魚雷により航行不能になった「ハリー・W・ヒル」と衝突し、航行不能。
米スプルーアンス級駆逐艦「フレッチャー」
「やまと」から探信音を受けた直後、魚雷を受け沈没。
米ニミッツ級原子力空母「セオドア・ルーズベルト」
「やまと」から探信音を受けた直後、艦載機・F-14 トムキャットの体当たり攻撃を開始。攻撃により「やまと」魚雷発射管8門中、7門を一時使用不能にする。
米タイコンデロガ級ミサイル巡洋艦「タイコンデロガ」
大量のアスロックを放つも、「やまと」の誘導により逆にアスロックを受け、航行不能。
米タイコンデロガ級ミサイル巡洋艦「ゲティスバーグ」
「タイコンデロガ」と同じく「やまと」の誘導により自軍のアスロックを受け、損傷。
米タイコンデロガ級ミサイル巡洋艦「ハーベイ」
「タイコンデロガ」及び「ゲティスバーグ」に当たったアスロックによる誘爆に巻き込まれ、沈没。
米スプルーアンス級フリゲート型駆逐艦「レフトウィッチ」
「ハーベイ」と同じくアスロックの誘爆により、沈没。
米スプルーアンス級フリゲート型駆逐艦「オブライエン」
アスロックの誘爆に巻き込まれ、沈没。
米キティホーク級通常空母「ジョン・F・ケネディ」
ニューヨーク湾に入る「やまと」と衝突。その影響で錨鎖庫浸水及び格納庫火災を受け、損傷。

## 「沈黙の艦隊」所属艦
「やまと」に共鳴して「沈黙の艦隊」の一員となった原潜を以下に示す。
- トラファルガー級原潜「タービュレント」
- リュビ級原潜「エムロード｣
- アルファ級原潜「3番艦（艦名不明）」
- チャーリーl型原潜「（艦名不明）」
- 漢級原潜「（艦名不明）」